# Neustift bei Sooß
Neustift bei Sooß ist eine Ortschaft und eine Katastralgemeinde in der Marktgemeinde Hürm in Niederösterreich. Die Ortschaft hat 16 Einwohner (Stand 1. Jänner 2024).

## Geografie
Die Rotte liegt zwei Kilometer südwestlich von Sooß an der Landesstraße L5279 zwischen Sooß und Simonsberg.

## Geschichte
Im Franziszeischen Kataster von 1821 ist Neustift bei Sooß mit mehreren kleinen Höfen verzeichnet, auch mit heute abgekommenen Hoflagen. Damals war Neustift bei Sooß ein Teil der Katastralgemeinde Sooß.
Laut Adressbuch von Österreich waren im Jahr 1938 in Neustift zwei Landwirte mit Direktvertrieb ansässig.